# Manuel Romero Echalecu

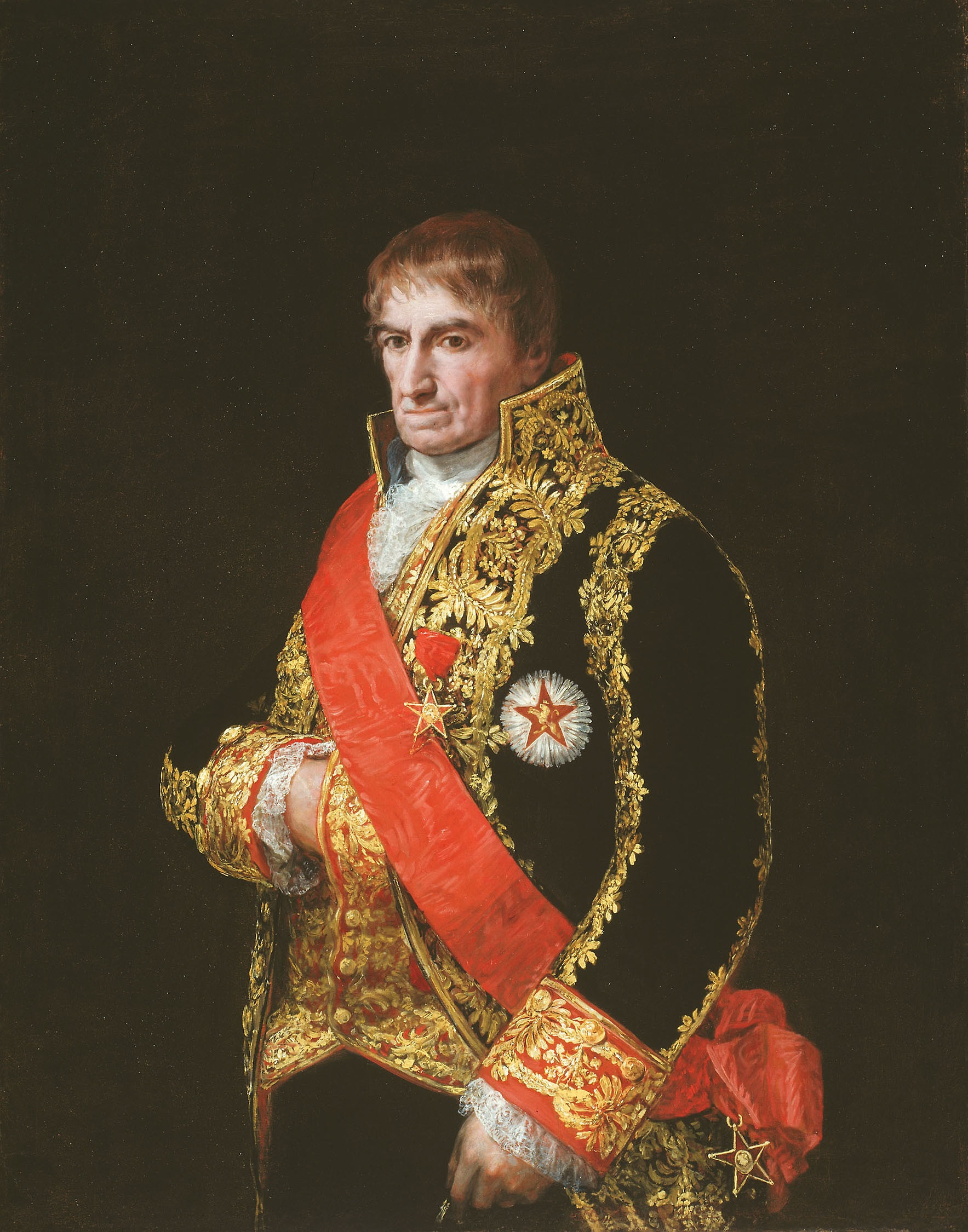
Francisco de Goya, Manuel Romero Echalecu, c. 1810. Óleo sobre lienzo, 105 x 84 cm, Chicago, The Art Institute of Chicago. Ministro del Interior y de Justicia, el anciano político navarro luce en el retrato que le dedicó Goya la banda y la medalla de la Orden Real de España instituida por José Bonaparte.

Manuel Romero Echalecu (Pamplona, 28 de marzo de 1739-Zaragoza, 30 de diciembre de 1812) fue un jurista y político ilustrado español, ministro del Interior y de Justicia con José Bonaparte, por lo que perteneció al grupo de los afrancesados. 

## Biografía
Hijo de Jerónimo Romero, abogado de los Reales Tribunales, y de María Teresa de Echalecu, tras realizar estudios de humanidades en Estella y de filosofía en Pamplona, cursó la carrera de jurisprudencia y cánones en la universidad de Alcalá y entre 1756 y 1764 en el Real Colegio de San Clemente de los Españoles, adscrito a la Universidad de Bolonia. De vuelta en España ocupó los cargos de alcalde del crimen de la Audiencia de Galicia (1769), oidor de la Real Audiencia de La Coruña (1774-1792) y consejero togado del Consejo de Hacienda (1792), servicios por los que fue distinguido como caballero pensionista de la Orden de Carlos III en abril de 1797. Vocal de la Junta de Juros, en 1801 ocupó el cargo de subdelegado de las rentas, alcabalas, cientos y millones arrendados a los Cinco Gremios Mayores de Madrid.
Participó como consejero de Estado en la asamblea de Bayona y fue uno de los firmantes de la Constitución de Bayona en 1808. Ministro interino de Justicia con José Bonaparte y titular de Interior en noviembre de 1808, el 20 de septiembre de 1809 obtuvo el reconocimiento como miembro de la Orden Real de España en su más alto grado, la Gran Banda, que luce en el retrato que le hizo Goya para la ocasión vistiendo el uniforme negro de ministro.
En enero de 1809 adquirió una finca expropiada a los teatinos de San Cayetano en las proximidades del portillo de Embajadores, que posteriormente sería conocida como huerta de Manuel Romero y más adelante, tras pasar a propiedad del ayuntamiento, como Casino de la Reina, primera sede del Museo Arqueológico Nacional. Para completar la operación, Manuel Romero junto con su hijo José Romero Urzaiz compró otras fincas colindantes e inició la construcción en el solar de su casa-palacio con jardín, aunque, como comprador de bienes nacionales, quedó comprendido en el Real Decreto de 2 de mayo de 1809 dado en Sevilla por la Junta Suprema Gubernativa del Reino sobre confiscación de bienes a los seguidores del partido francés. No es seguro que llegase a residir en la finca pues hubo de salir de Madrid el 10 de agosto de 1812 con la corte de José Bonaparte, obligado a abandonar la capital tras la derrota del ejército francés en la batalla de los Arapiles, y llegó a Zaragoza, ya enfermo, el 1 de noviembre, falleciendo en aquella ciudad el 30 de diciembre.